# (27613) Annalou
(27613) Annalou est un astéroïde de la ceinture principale.

## Description
(27613) Annalou est un astéroïde de la ceinture principale. Il fut découvert le 21 mai 2001 à Socorro (Nouveau-Mexique) par le projet LINEAR. Il présente une orbite caractérisée par un demi-grand axe de 2,29 UA, une excentricité de 0,12 et une inclinaison de 7,1° par rapport à l'écliptique.

## Compléments